# St. Johannes (Naundorf)

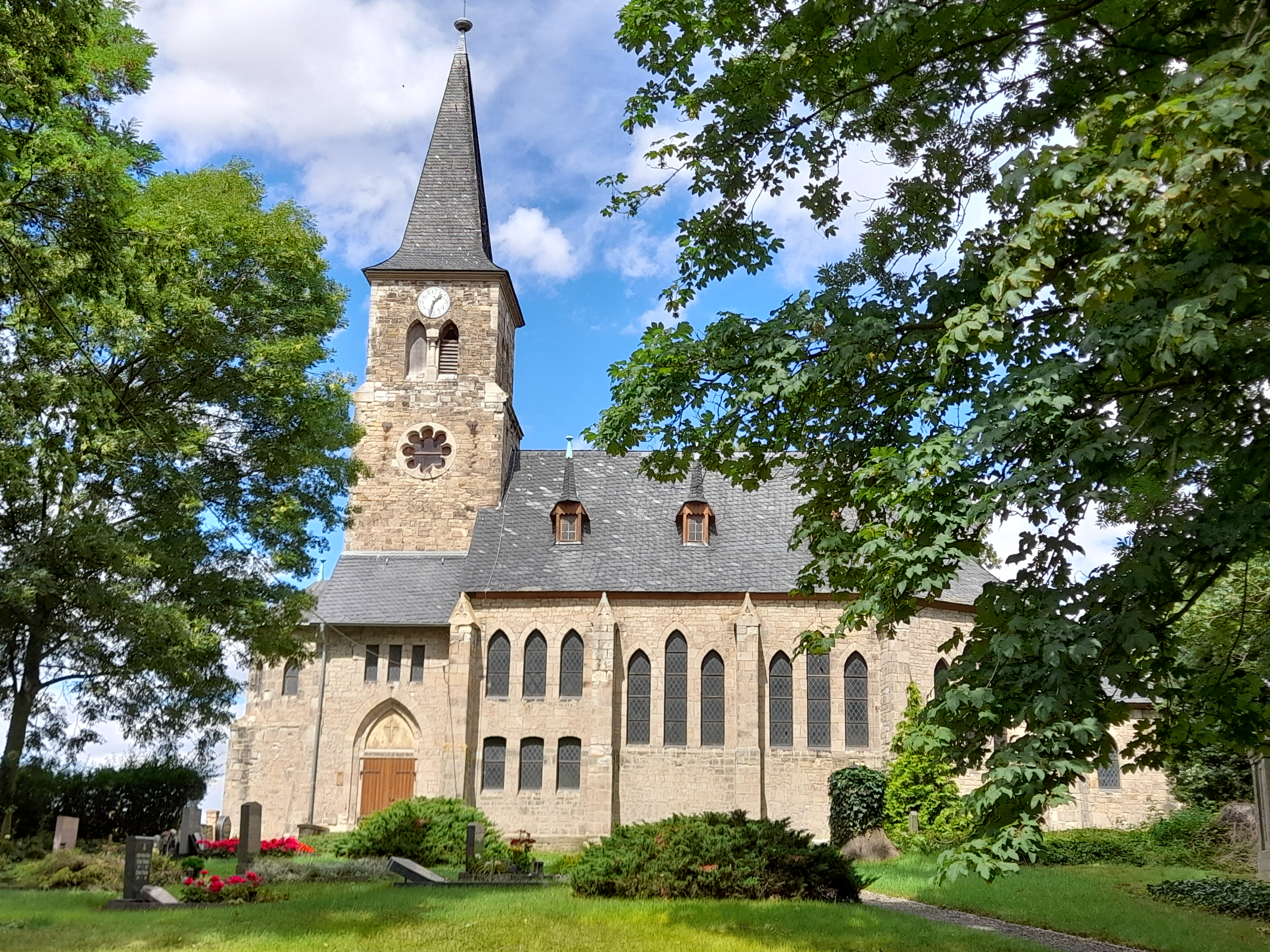
St. Johannes von Süden

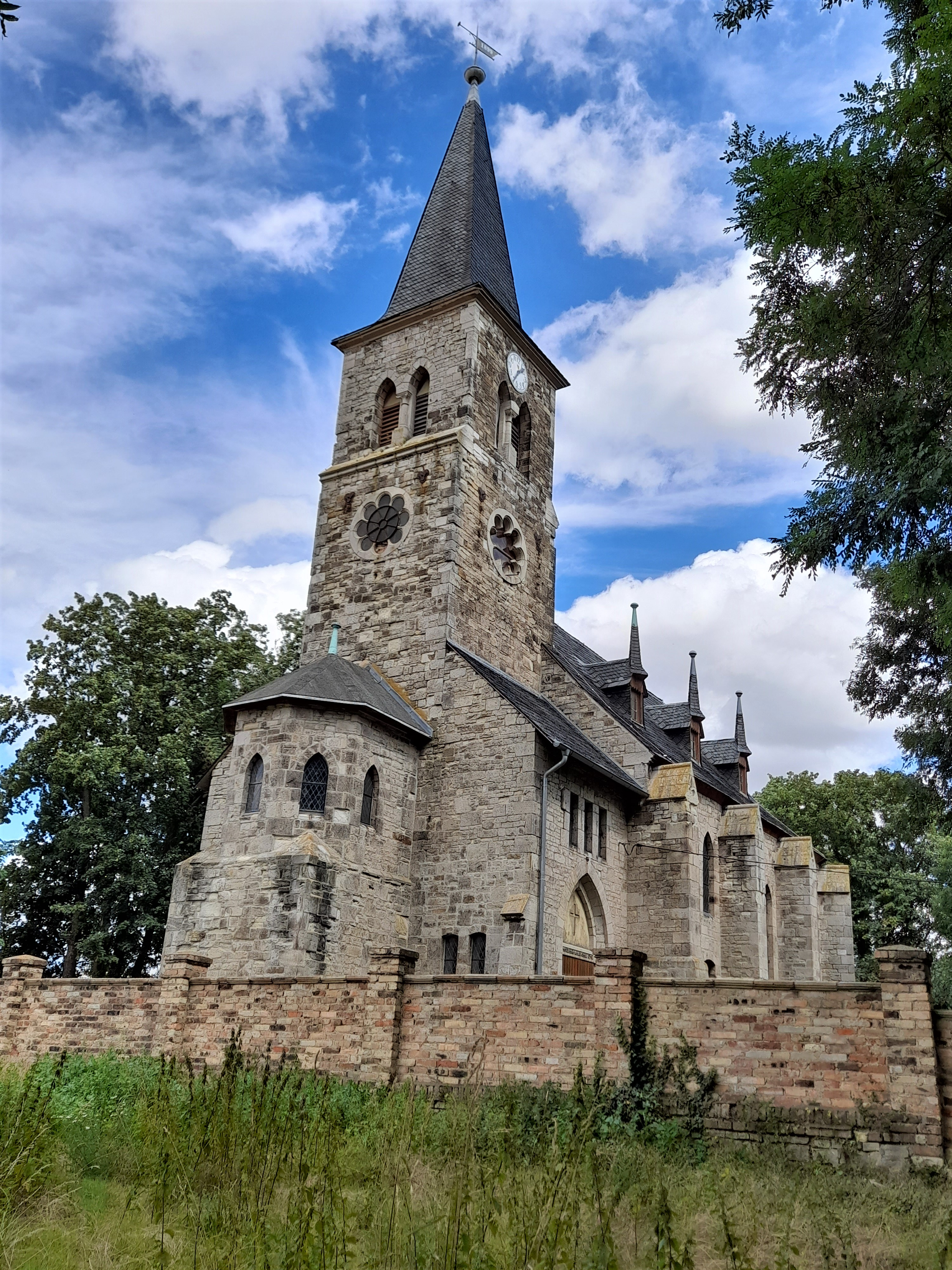
Ansicht von Südwesten

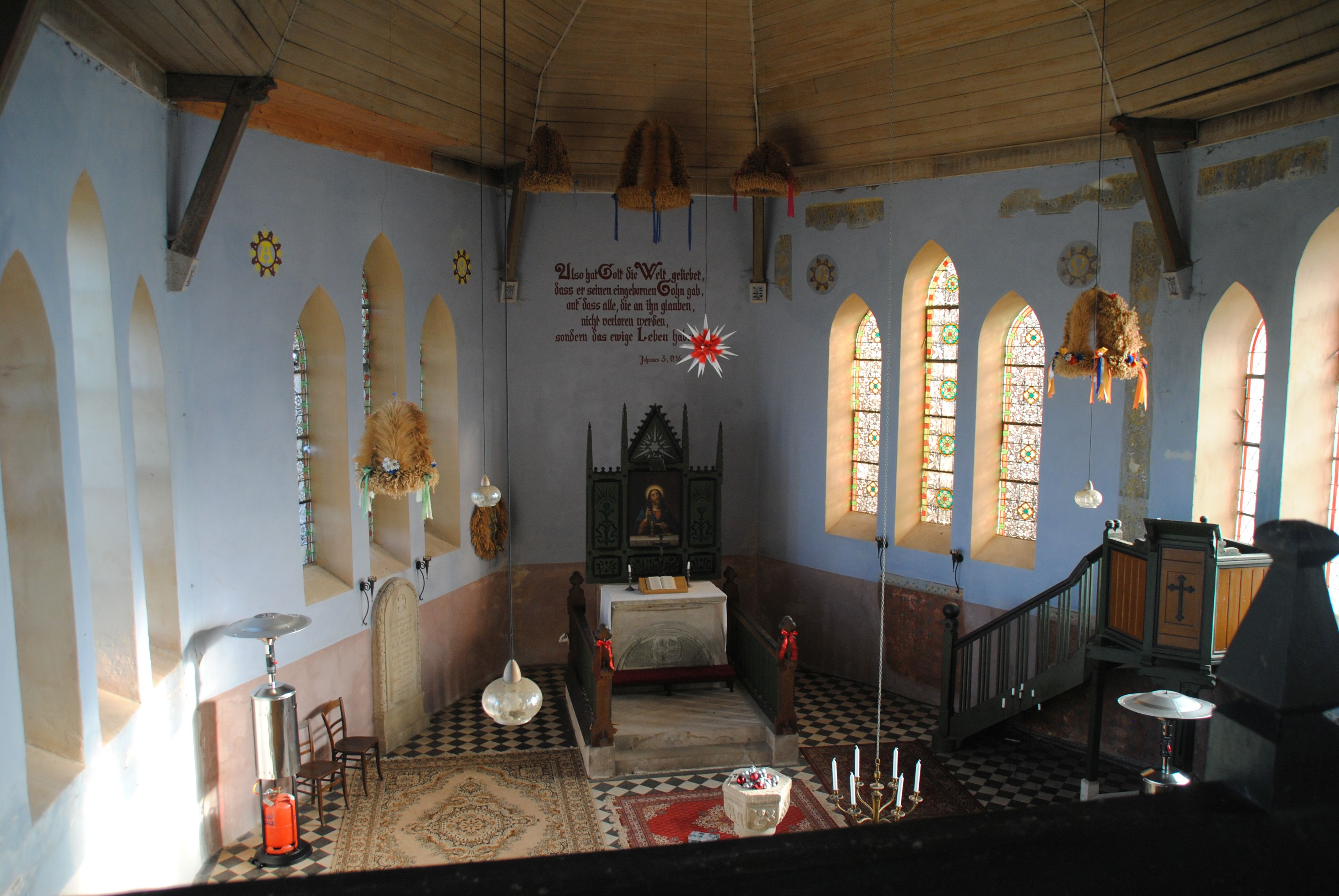
Blick nach Osten in den Innenraum

St. Johannes ist die evangelische Kirche von Naundorf, Ortsteil von Beesenstedt und zugehörig der Einheitsgemeinde Salzatal in Sachsen-Anhalt.
Im örtlichen Denkmalverzeichnis ist sie unter der Erfassungsnummer 094 55458 als Baudenkmal verzeichnet. Sie gehört zum Pfarrbereich Schochwitz im Kirchenkreis Halle-Saalkreis der Evangelischen Kirche in Mitteldeutschland.

## Geschichte und Architektur
Das Johannes dem Täufer geweihte Sakralgebäude befindet sich an der Straße Zum Kirchblick in Naundorf. Es handelt sich um einen, auf den Fundamenten der im Ursprung romanischen Vorgängerkirche im Jahr 1899 erbauten neugotischen Bruchsteinbau mit eingezogenem Westturm, Chor im Osten sowie Strebepfeilern am Langhaus.
Durch einen starken Sturm am 18. Februar 1935 stürzte der Turm ein und zerstörte das Dach, worauf man zunächst ein provisorisches Dach auf die Kirche setzte. Mit reduzierter Höhe wurde der Turm nach 1945 wieder aufgebaut. Zu Verfallserscheinungen der Kirche kam es zu DDR-Zeiten; ab dem Jahr 2000 erfolgte schließlich die schrittweise Sanierung.

## Ausstattung
Der Innenraum verfügt über eine einheitliche gründerzeitliche Ausstattung und Ausmalung. Dazu gehören die Kanzel, die Westempore mit Orgel, das Gestühl, die farbige Fensterverglasung sowie Reste eines Altarretabels.
Aus der Vorgängerkirche wurde die Sandsteintaufe von 1620 übernommen. Sie ist mit einer Inschrift und vier Reliefs versehen: Die Taufe Jesu im Jordan, Christus segnet die Kinder, die Arche Noah sowie Engel. Ein romanisches Tympanon mit Kreuz ist im Stipes vermauert.
Die Orgel entstand 1900 und wurde von der renommierten Firma Ladegast aus Weißenfels geschaffen. Sie besitzt zehn Register auf zwei Manualen und Pedal.
Die Glocke im Turm entstand 1927 als Werk der Firma Ulrich & Weule. Sie ist aus Eisenhartguss gegossen und ausschließlich per Hand am geraden Joch zu läuten. Ein zweites, deutlich kleineres Gefach ist bis heute leer.